# Fernandópolis (ort)
Fernandópolis är en ort i Brasilien.   Den ligger i kommunen Fernandópolis och delstaten São Paulo, i den södra delen av landet, 600 km söder om huvudstaden Brasília. Fernandópolis ligger 533 meter över havet och antalet invånare är 61 931.
Terrängen runt Fernandópolis är huvudsakligen platt. Fernandópolis ligger uppe på en höjd. Fernandópolis är det största samhället i trakten.
Omgivningarna runt Fernandópolis är en mosaik av jordbruksmark och naturlig växtlighet. Runt Fernandópolis är det glesbefolkat, med 18 invånare per kvadratkilometer.